# Batalla de 'Auja
La batalla de 'Auja, también llamada batalla de Nitzana, fue un enfrentamiento militar entre las Fuerzas de Defensa de Israel y el Ejército egipcio en y alrededor de 'Auja (hoy Nitzana), un pequeño pueblo en la frontera entre Egipto e Israel. Se combatió el 26-27 de diciembre, como parte de la operación Horeb, una campaña israelí destinada a expulsar a todas las fuerzas egipcias del país. La primera fase de la operación fue la captura simultánea de 18 posiciones egipcias en la carretera Beersheba-'Auja, incluyendo 7 en torno a la última.
El ataque se llevó a cabo por las fuerzas de la 8.ª Brigada, reforzadas por tropas de la brigada Harel. Comenzó con maniobras al norte de 'Auja, que atascaron las fuerzas israelíes, que comenzaron el asalto real el 26 de diciembre. La batalla fue ganada por la tarde de 27 de diciembre, pero solo en la mañana del 28 de diciembre la 8.ª Brigada capturó las dos posiciones finales, completando la captura de las 18.

## Fondo
La tercera y última etapa de la guerra árabe-israelí de 1948 comenzó el 15 de octubre de 1948, cuando Israel lanzó la Operación Yoav en el frente sur. Mientras que los israelíes hicieron ganancias tácticas y estratégicas significativas en esta, la situación política cambió poco, y Egipto todavía estaba arrastrando sobre sus pies las negociaciones de armisticio propuestas. Por lo tanto, la Operación Horeb fue lanzada en el sur con el objetivo final de expulsar a todas las fuerzas egipcias de Israel. El principal objetivo de la operación estaba previsto al sur y al este del frente, con el objetivo inicial de cortar el ala oriental del ejército egipcio y la mayor parte de sus fuerzas en Palestina. Fue la mayor operación lanzada por los israelíes durante la guerra de 1948.
El Comando Sur israelí, comandado por Yigal Alón, perfiló un total de 18 posiciones del oeste al este que debían ser capturadas. Las primeras siete de ellas estaban en las inmediaciones de 'Auja, con 3-5 posiciones con vistas a la propia 'Auja.
'Auja, también conocida como 'Auja al-Hafir, fue un centro administrativo construido por el Imperio otomano en la frontera entre Egipto y Palestina entre 1908 y 1915. También fue la estación terminal del ferrocarril del sur otomano en Palestina, que se extendía hasta Kusseima, en la península del Sinaí.

## Preludio
Las fuerzas israelíes asignadas a la conquista de 'Auja consistían en la 8.ª Brigada Blindada: el 82.º Batallón Blindado, incluyendo cuatro tanques medianos, 12 vehículos blindados y una compañía mecanizada; el 89.º Batallón de Comando, incluyendo dos compañías mecanizadas y dos compañías motorizadas; y el 88.º Batallón de Apoyo, que incluía doce morteros de 3". Estas fuerzas se vieron reforzadas por el 5.º Batallón de la Brigada Harel y un contingente de artillería integrado por ocho cañones de 75 mm, tres morteros pesados de 120 mm, y una batería de cañones antitanque.
La guarnición egipcia consistía en un reforzado 1.º Batallón de Infantería, que incluía una batería de cañones de montaña de 3.7". Las defensas de 'Auja se concentraron principalmente en el este, frente a Beerseba, porque el camino del noroeste de Wadi' Auja era considerado intransitable para los vehículos. Por lo tanto, los israelíes decidieron atacar desde el uadi.
En la noche del 24-25 de diciembre, los ingenieros israelíes prepararon una antigua calzada romana de Halasa a Ruheiba, al noreste de 'Auja. Sin embargo, partes del camino del movimiento no estaban listas. Las fuerzas de las brigadas 8.ª y Harel dejaron Ruheiba a las 18:00 horas del 25 de diciembre. Giraron hacia el oeste a Wadi al-Abyad, al norte de 'Auja. Ninguna obra de ingeniería se realizó en los últimos 3 km del wadi, y la brigada se empantanó en su avance.
Solamente lograron salir de esta situación, con la ayuda de tractores, en la mañana del 26 de diciembre. Un contingente, incluyendo el 88.º Batallón y una compañía de la Brigada Harel, fueron al norte para bloquear posibles refuerzos del corredor de Gaza, mientras que el resto se dirigió al sur, a 'Auja. A las 07:00 horas, aviones Harvard israelíes bombardearon 'Auja, dejando caer dieciséis bombas de 50 kg y alertando a los egipcios del inminente ataque.

## La batalla
Los israelíes avanzaron en dos columnas: el 82.º Batallón en el oeste, a través de Wadi 'Auja; y el 89.º Batallón en el este, a través de la carretera de Rafah-'Auja. La batalla comenzó a las 14:00 horas del 26 de diciembre, cuando el 82.º Batallón asaltó y capturó la Posición 3 en el norte. Con el fin de agilizar la captura, para liberar a sus fuerzas para la marcha al Sinaí, el comandante de la 8.º Brigada Yitzhak Sadeh ordenó a compañía motorizada del 89.º Batallón atacar el tell de 'Auja (Posición 5) de la bien defendida carretera principal. La compañía sufrió muchas bajas, entre ellos seis muertos debido al fuego antitanque, y se retiró. Su comandante, Ya'akov «Dov» Garnek, murió en el ataque. Mientras tanto, una columna egipcia de Rafah comprometió a la fuerza de bloqueo israelí en el norte, pero se retiró después de perder cinco vehículos blindados. Los israelíes sufrieron dos muertos.
En este punto, el Comando Sur israelí comenzó a implementar su plan de respaldo si la 8.ª Brigada fallara en tomar 'Auja, y envió algunas fuerzas de la Brigada Néguev que participaron en la batalla de Bir 'Asluj a la zona, a pesar del hecho de que la 8.ª Brigada se había preparado para esta eventualidad y tenía un plan para defenderse de un contraataque egipcio. El 9.º Batallón de la Brigada Néguev se dispuso a capturar las posiciones egipcias entre Bir Thamila y 'Auja, pero no encontró resistencia.
En la mañana del 27 de diciembre, el 82.º Batallón se trasladó al sur y la Posición 4 fue capturada, entre el pueblo y la frontera, desconectando de este modo las posiciones de 'Auja de Egipto. Una columna egipcia que intentaba entrar en ayuda de 'Auja desde Rafah fue interceptada por la fuerza de bloqueo en el norte, a pesar de que inicialmente lograron atravesar la zona destinada a ser tomada por la Brigada Harel, que se demoró en llegar al lugar debido a problemas logísticos. Otra columna desde Abu 'Ageila fue interceptada por el 82.º Batallón.
La mayor parte de la 8.ª Brigada, apoyada desde el aire por aviones Harvard y un bombardero Beaufighter, avanzaron luego al tell y al pueblo, al que casi habían rodeado. El 82.º Batallón ocupó el tell, mientras que el 89.º fue detenido por un bombardeo aéreo egipcio a las 07:45 horas, perdiendo dos soldados. Enviaron una segunda oleada que se movió a lo largo de las vías del ferrocarril otomano y se rompió en las defensas, y al mismo tiempo el 82.º Batallón entró en el pueblo también. La guarnición egipcia se rindió a las 12:36 horas. En la mañana del 28 de diciembre, las fuerzas israelíes se reagruparon y se dispusieron a despejar el área, capturando las posiciones 1 y 2 en la frontera.

## Consecuencias e importancia
Las batallas de 'Auja, Bir 'Asluj y Bir Thamila provocaron una retirada completa de las fuerzas egipcias a lo largo de la carretera Beersheba-'Auja. La Brigada Néguev fue capaz de destruir dos vehículos blindados Humber y capturar seis, así como 20 camiones de suministro, en el área de Mushrifa. Decenas de otros vehículos escaparon al sur, a Egipto. Muchos soldados egipcios, incluidos los oficiales, que se retiraron a pie, se entregaron a las fuerzas israelíes después de no encontrar comida y refugio en el clima frío. Las fuerzas egipcias restantes que se reagruparon en el Sinaí, bajo el general de brigada Fouad Thabet, se prepararon para un contraataque, pero a medida que avanzaban recibieron la orden de retirarse.
El oficial egipcio de la Hermandad Musulmana, Kamal Ismail ash-Sharif, comentó que la batalla de 'Auja marcó el final de la campaña de Egipto en Palestina, y desde entonces su ejército tuvo que luchar en tierra egipcia. Según Jaim Herzog, el ala oriental egipcia cayó completamente aparte después de la batalla, aunque eso no estaba claro en Egipto o alrededor del mundo en ese momento, ya que el gobierno egipcio proclamó su victoria.
La captura de 'Auja también permitió al ejército israelí enviar sus tropas a la península del Sinaí, con el objetivo de rodear y, finalmente, expulsar al ejército egipcio de Israel. El cruce de la frontera entre Egipto e Israel dio una inyección de moral importante a los israelíes; según un testigo ocular local, muchos de los soldados gritaron de alegría y detuvieron sus vehículos para besar el suelo. La Brigada Néguev y el 82.º Batallón fueron enviados a la península. Debido a la presión internacional, sin embargo, todas las fuerzas israelíes finalmente se retiraron.
Después de la guerra, 'Auja y sus alrededores se convirtieron en una zona desmilitarizada. Tras una serie de incidentes y escaramuzas, 'Auja fue recapturada por Israel en 1955, durante la Operación Volcano.